# Tilt (Fotografie)
Mit dem englischen Wort Tilt oder Tilten (deutsch: Kippen, Neigen oder Schwenken) wird  die Möglichkeit, ein Fotoobjektiv gegenüber der Bildebene kippen zu können, bezeichnet. Auf diese Weise kann eine geneigte Objektebene scharf abgebildet werden. Diese geneigte Objektebene wird zur „Schärfeebene“ der  fotografischen Aufnahme.
Bedingung  für optimale Schärfe ist, dass die Scheimpflugsche Regel eingehalten wird. Diese besagt, dass sich Objektebene, Objektivebene (Hauptebene/n) und Bildebene in einer gemeinsamen Geraden schneiden. Das mit mechanischen Mitteln kontrollieren zu wollen wäre aufwändig. Den passenden Wert für das Kippen des Objektivs findet der Fotograf auf Grund seines Schärfeeindrucks vom Bild des Objekts auf der Mattscheibe o. ä.